# Dupondius

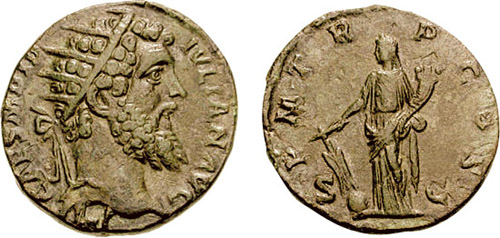
Dupondius van keizer Didius Julianus

De dupondius (meervoud: dupondii ) is een bronzen munt in gebruik in het Romeinse Rijk. Hij bestond reeds in de derde eeuw v. Chr, maar werd vooral veel gebruikt tijdens de eerste 200 jaar van het Romeinse keizerrijk. Dupondius betekent oorspronkelijk "twee pond" en werd gedefinieerd als een munt die 2 as waard was.

## De dupondius tijdens de Romeinse Republiek
De dupondius uit de vroege Romeinse Republiek was een zeer grote gegoten bronzen munt die rond 335 - 285 v.Chr. een diameter van circa 8 cm had en twee Romeins-Oscaanse ponden woog: 2×273 g. Op de voorzijde was het hoofd van Roma met een Frygische muts, en op de keerzijde een wiel met zes spaken. Rond 268 v.Chr. was het gewicht al gereduceerd tot 2×54,5 g. Dit soort grote gegoten bronzen munten worden Aes grave genoemd. De oude as uit deze periode behoort tot de oudste uit deze groep.

## De dupondius tijdens het Romeinse Keizerrijk
Na de hervorming van het muntstelsel door keizer Augustus in 23 v.Chr., werd de dupondius geslagen uit orichalcum en verschilde in grootte niet veel van de as. Het gebruikte metaal is echter anders: voor de as is dat puur koper dat roder is en zachter aanvoelt dan de dupondius. Bovendien begon ten tijde van Nero vanaf 66 de dupondius zich vaak te onderscheiden doordat het keizerlijk portret met een stralenkroon is afgebeeld in plaats van de gebruikelijke lauwerkrans die op de as en sestertius gehandhaafd blijft. Op munten waar geen keizer staat afgebeeld (maar bv. een keizerin of kroonprins) is dit verschil niet te zien en moet men afgaan op het metaal. Een uitzondering hierop vormen dupondii met portretten van sommige keizerinnen uit de 3e eeuw waarbij het portret rust op een maansikkel die fungeert als verdubbelingsteken en als zodanig ook op de dubbele denarius (antoninianus) met keizerinnenportretten voorkomt.

## Inflatie en einde van de dupondius
Door de inflatie verloren de dupondii in de loop der jaren steeds meer waarde en werden ze kleiner. In de loop van de derde eeuw werden ze vrij zelden meer geslagen en ze verdwenen ten slotte geheel na de hervorming van het muntstelsel door Diocletianus.

## Gebruikte legering
De legering die voor de dupondius en sestertius werd gebruikt heet orichalcum, een legering van hoofdzakelijk koper en zink. Door de patina worden de orichalcum munten tegenwoordig vrijwel altijd brons genoemd, maar het metaal zelf is tegenwoordig beter bekend als geelkoper of messing.
Aes · Antoninianus · Argenteus · As · Aurelianianus · Aureus · Barbaarse imitatie · Cistophorus · Denarie · Dupondius · Follis · Miliarense · Nummus · Quadrans · Quincunx · Semis · Sestertie · Siliqua · Solidus · Spintria · Tessera · Triens